# Serguei Aksàkov
Serguei Timofèievitx Aksàkov (Серге́й Тимофе́евич Акса́ков 1 d'octubre de 1791 - 12 de maig de 1859) fou una figura literària del segle xix, recordat pels seus contes semiautobiogràfics de vida familiar, així com pels seus llibres de caça i pesca.

## Biografia

### Primers anys
Segons el Llibre de Vellut de la genealogia russa, la línia masculina dels Aksakov es remunta a Šimon, un nebot vareg de Haakon IV, que s'instal·là a Nóvgorod el 1027. Serguei va néixer a Ufà i s'educà allà i en la propietat familiar de Novo-Aksakovka a la gubèrnia d'Orenburg, on adquirí un amor etern per la natura. També fou introduït en la literatura, de ben petit, per la seva mare, i esdevingué especialment amant de la Rossiada de Kheràskov i de les tragèdies de Sumarókov.
Va ser educat a l'Institut de Kazan i llavors, el 1805 (en el primer any després de la seva fundació), a la Universitat de Kazan, per bé que ell mateix digué que estava mal preparat per a l'ensenyament universitari (i alguns dels professors, portats de l'estranger, ensenyaven en llengües estrangeres). També es distreia pel seu interès obsessiu en el teatre.

### Carrera
Va deixar la universitat el 1807, i l'any següent marxà a Sant Petersburg per treballar al servei del govern, una cosa per a la qual també estava pobrament preparat. De nou, dedicava molt de temps al teatre, i la seva coneixença del conservador Almirall Xixkov reforçà la seva preferència per la literatura russa clàssica i el presentà al grup Amants de la paraula russa. Dimití del servei civil el 1811 i marxà a Moscou, on era actiu com a afeccionat de la vida literària i teatral i publicà el seu primer poema, anònimament, el 1812.
Aksakov s'allistà en la milícia i participà en la Campanya de 1812; després es va decidir per la vida tranquil·la d'un terratinent indulgent en la seva propietat d'Aksakovo, a la gubèrnia d'Orenburg, on es quedà des de 1816 fins a 1826, després de la qual cosa anava normalment a Moscou. El 1816 es casava amb Olga Semenovna Zaplatina, i la parella va tenir sis fills i vuit filles. Començà a publicar traduccions, revisions, i articles durant els primers anys 1820, encara que la seva obra important arribaria molt més tard. El 1827 fou designat per treballar al Comitè de Censura de Moscou, però fou acomiadat el 1832 per permetre la publicació d'un pamflet "groller" sobre policies borratxos; el 1833 es convertí en inspector a l'Escola d'Agrimensura Gran Duc Constantí, i el 1835 va ser el primer director de l'Institut Geodèsic Constantí (Konstantinovsky mezhevoi institut). Es va retirar del servei civil el 1838.
El 1832 va conèixer Gógol "i reconegué en ell què havia fracassat a veure en Puixkin o en qualsevol altre home un pur geni rus. La casa d'Aksàkov, un baluard de russisme pur en la societat de Moscou, es convertí en el temple del culte de Gógol, i Aksàkov en fou el summe sacerdot.". Fou Gógol qui revelà a Aksakov la possibilitat de crear literatura basada directament en vida, sense forçar-lo a encaixar en les normes clàssiques. El 1834 Aksakov publicà la seva primera història realista, "Una Rufaga." Al voltant de 1840, animat per Gógol, començà a escriure el llibre que el faria famós, Una Crònica Familiar. Mentre estava treballant en allò, publicava llibres sobre dues de les seves activitats favorites des de la seva joventut, Notes de pesca (1847) i Notes d'un Caçador a l'Óblast d'Orenburg (1852). El seu "estil lcar i contingut concret", que era "gairebé únic en la literatura russa", eren apreciats pels seus contemporanis; Turgènev els revisava amb entusiasme, i Gogol escrigué a Aksàkov que "els vostres ocells i peixos són més vius que els meus homes i dones."

### Vida Posterior
El 1843 Aksakov s'instal·là al latifundi d'Abràmtsevo, on rebia diversos escriptors, incloent-hi Gógol, Turgùenev, i Tolstoi i on també era freqüentat pels seus eslavòfils fils, Konstantin i Ivan. Durant els últims anys 1850 publicà les seves obres més reeixides, Una crònica familiar (Semeinaya khronika, 1856) i Infantesa del net de Bagrov (Детские годы Багрова внука, 1858).. Aquestes reminiscències d'una infantesa passada en una família patriarcal russa "comportaren el seu reconeixement com a artista literari de primera fila". les narratives semiautobiogràfiques d'Aksàkov són incomparables quant a la seva escrupolosa i detallada descripció de la quotidianitat de la noblesa russa.
Entre els altres treballs d'Aksàkov podem citar La història de la meva coneixença de Gogol (Istoriya moego znakomstva s Gogolem, 1855); Records (воспоминания) i La reunió de les papallones (Собирание бабочек., 1858). El seu conte de fades La Flor Escarlata va ser adaptat com a llargmetratge animat a la Unió Soviètica el 1952.

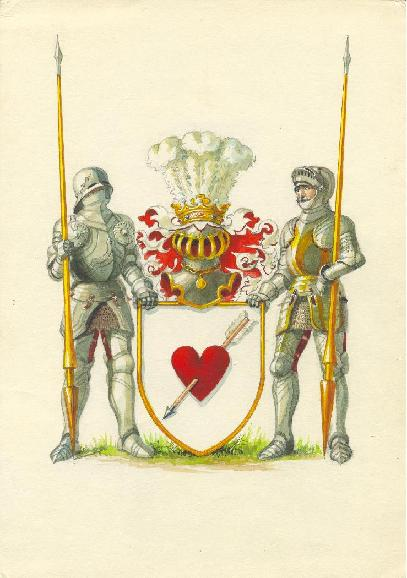
Escut d'armes de la família Aksàkov.